# میکی گین
میکی گین (انگلیسی: Micky Gynn؛ زادهٔ ۱۹ اوت ۱۹۶۱) بازیکن فوتبال اهل بریتانیا است.
از باشگاه‌هایی که در آن بازی کرده‌است می‌توان به باشگاه فوتبال استوک سیتی، باشگاه فوتبال پیتربورو یونایتد، باشگاه فوتبال کاونتری سیتی، و باشگاه فوتبال ویسبچ اشاره کرد.